# Adam Freytag
Adam Freytag (ur. 1608 w Toruniu, zm. 1650 w Kiejdanach) – matematyk i inżynier wojskowy.
Jego ojciec, również Adam, był profesorem toruńskiego Gimnazjum Akademickiego. Dzieciństwo i lata wczesnej młodości A. Freytag spędził w Toruniu. Już w wieku 10 lat ujawnił niezwykły talent matematyczny, jako jedenastolatek biegle pisał łacińskie wiersze. Otrzymał stypendium Rady Miejskiej Torunia i wyjechał na studia do Niemiec, zapewne studiował w Lipsku, na pewno zapisał się w 1625 na uniwersytet we Frankfurcie nad Odrą. Po studiach nie od razu powrócił do Torunia. Zaciągnął się na służbę do wojska Republiki Zjednoczonych Prowincji pod dowództwem Fryderyka Henryka Orańskiego. Brał udział w oblężeniu twierdzy ’s-Hertogenbosch w 1629 r. W tym samym roku rozpoczął studia na wydziale medycznym Uniwersytetu w Lejdzie, dyplom doktora medycyny uzyskując 1 kwietnia 1632 r. W 1630 wydał podręczny kalendarzyk Neu und alter Schreib Calender, zapewne dla pieniędzy.
Dziełem życia Adama Freytaga pozostaje jednak podręcznik fortyfikacji Architectura militaris nova et aucta oder newe vermehrte Fortification von Regular – Vestungen, von Irregular – Vestungen und Aussenwercken, von Praxi offensiva und devensiva, auff die neweste niederländische Praxin gerichte und beschreben durch Adamum Freitag der Mathematum Liebhaber. Zu Leyden bey Bonaventura und Abraham Elzeviers, a(nn)o 1631. Książka ta bardzo szybko stała się klasycznym podręcznikiem fortyfikacji tzw. staroholenderskiej, kilkakrotnie wznawianym i uznawanym powszechnie za znakomity i podstawowy.
Dzieło to przyniosło Freytagowi sławę, ale nie przyniosło dochodów, zatem w 1633 zaciągnął się na służbę u księcia Janusza Radziwiłła, późniejszego wojewody wileńskiego i hetmana wielkiego litewskiego, jako inżynier wojskowy, fortyfikator i lekarz. Wziął udział w wyprawie wojennej na Smoleńsk. Po jej zakończeniu, w 1634 wrócił na kilka lat do Torunia. Był doradcą przy rozbudowie umocnień miejskich. Ponownie w latach czterdziestych wyjechał na Litwę do księcia Janusza Radziwiłła, stał się jego przybocznym medykiem, ponadto wykładał w szkole kiejdańskiej matematykę, fortyfikował Birże i Kiejdany.
Zmarł stosunkowo młodo, mając 42 lata w 1650 w Kiejdanach, tamże pochowany, zachowało się jego barokowe epitafium (w zbiorach Muzeum w Kiejdanach), barokowe popiersie Freytaga znajduje się w zbiorach Muzeum im. Čiurlonisa w Kownie.
24 czerwca 2004 na budynku znajdującym się obecnie w miejscu domu rodzinnego Adama Freytaga przy ul. Mostowej 34 w Toruniu wmurowano tablicę pamiątkową.
Adam Freytag jest patronem Oddziału Północnego Towarzystwa Przyjaciół Fortyfikacji w Toruniu.